# روزاليا ماجيو
روزاليا ماجيو (بالإيطالية: Rosalia Maggio) (1 مايو 1921 - 25 يوليو 1995) ممثلة وراقصة ومغنية وفنانة استعراضية إيطالية.

## السيرة الذاتية
ولدت في باليرمو، وهي ابنة لاثنين من الممثلين الكوميديين وأخت الممثلين إنزو ودانتي وبنيامينو وبوبيلا ماجيو.   ظهرت لأول مرة في سن الخامسة كممثلة طفلة، ثم توالى ظهورها على نطاق واسع في الأفلام والمسرحيات والدراما الإذاعية والأوبريت.   توفيت بسبب السرطان في نابولي في عمر 75.